# Manifattura di Beauvais

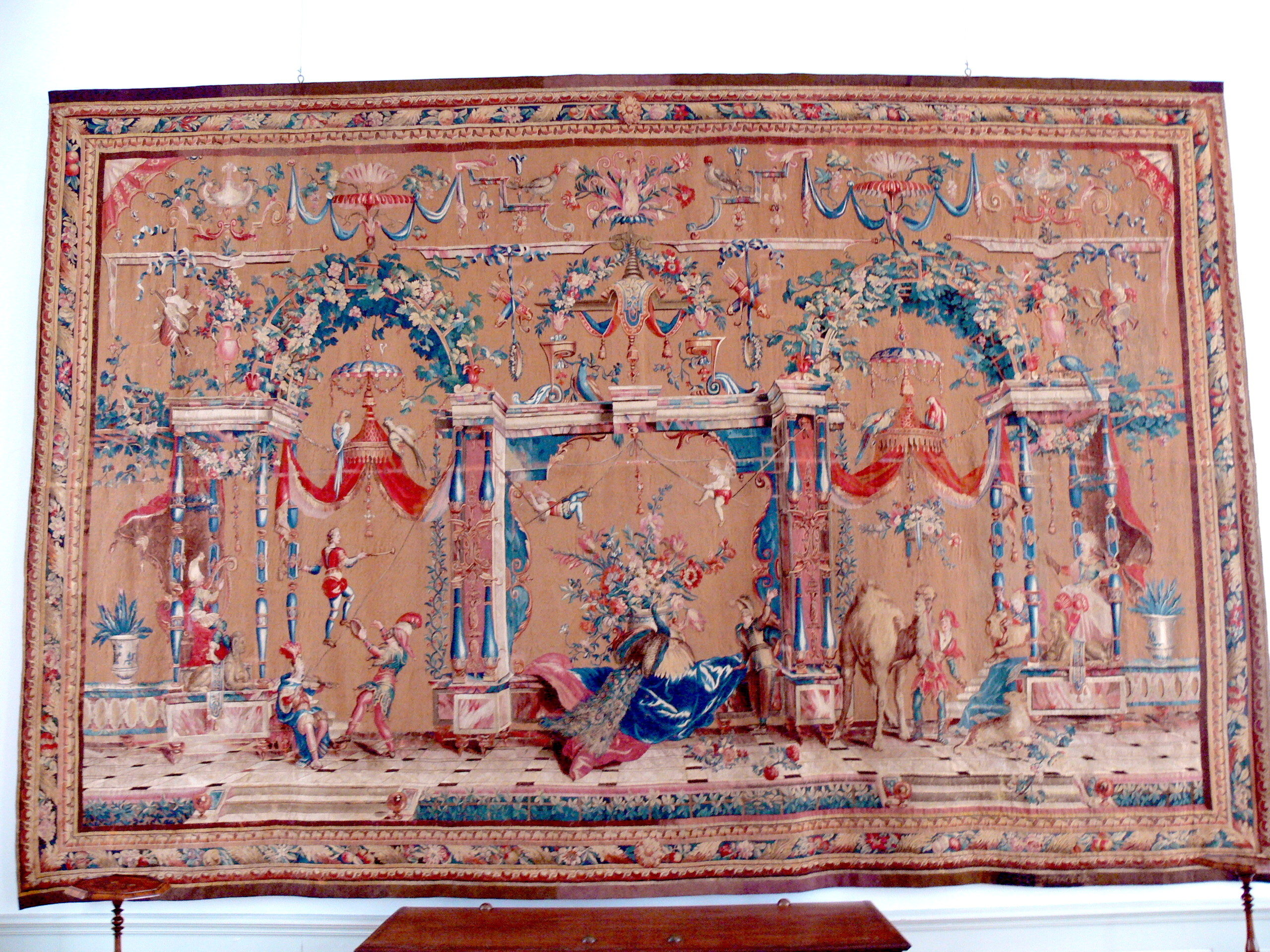
Arazzo di Jean Behagle della manifattura di Beauvais, castello di Kronborg XVIII secolo.

La manifattura di Beauvais nella città di Beauvais in Francia fu un importante laboratorio di tessitura di arazzi, secondo solamente alla manifattura dei Gobelins di Parigi. Nacque sotto la direzione generale di Jean-Baptiste Colbert, ministro della finanze di Luigi XIV, nel 1664.
A differenza di quella dei Gobelins quella di Beauvais rimase sempre un'impresa privata specializzata nella tessitura con telai a basso liccio, anche se posta sotto la protezione reale.

## Storia
Fondata da Louis Hinard, nativo di Beauvais produceva arazzi a tema floreale chiamati verdures e paesaggi, quando venne arrestato per debiti nel 1684 gli subentrò, con miglior successo, Philippe Behagle, mercante-tappezziere di Oudenaarde. Sotto la sua gestione la manifattura produsse cicli famosi: Conquista del re, gli Atti degli Apostoli su cartoni di Raffaello ora nella cattedrale di Beauvais, gli arazzi Teniers su cartoni di David Teniers che continuarono a venir riprodotti fino al XVIII secolo. Nel 1711 passò ai fratelli Filleul, ma fu solo nel 1726 con l'arrivo di Jean-Baptiste Oudry, ispettore dei lavori della manifattura dei Gobelins, che la produzione di Beauvais fu riorganizzata e cominciò ad essere commissionata anche dall'estero, grazie anche all'apertura di nuove esposizioni a Lipsia e a Ratisbona oltre quella storica di Parigi. Nel 1775, alla sua morte, cominciò un periodo di stagnazione, con la ripetizione dei vecchi disegni, a cui seguì il declino. Allo scoppio della Rivoluzione francese i laboratori erano chiusi. Durante la Seconda guerra mondiale la città fu pesantemente bombardata e i laboratori distrutti nel giugno del 1940, il materiale recuperato venne trasferito nella manifattura dei Gobelins.

## Galerie nationale de la tapisserie de Beauvais
La tradizione storica degli arazzi di Beauvais è documentata dalla Galerie nationale de la tapisserie de Beauvais, che ospita arazzi e mobili della collezione del Mobilier National francese oltre a esposizioni temporanee.

Edificata su progetto (1969) dell'architetto André Hermant (1908-1978) è aperta al pubblico dal 1976.